# Harikrishnan Vasanthakumar
Harikrishnan Vasanthakumar (Agastheeswaram, 14 aprile 1950 – Chennai, 28 agosto 2020) è stato un imprenditore e politico indiano.

## Biografia
Laureato in letteratura tamil all'Università Madurai Kamaraj, fu fondatore e presidente di Vasanth & Co, la più grande catena di elettrodomestici al dettaglio del Tamil Nadu, nonché fondatore e amministratore delegato del canale televisivo satellitare Vasanth TV. 
Membro del Congresso Nazionale Indiano, fu eletto all'assemblea legislativa del Tamil Nadu per il collegio elettorale di Nanguneri nelle elezioni del 2006 e del 2016. Fece parte del parlamento del 17° Lok Sabha per il collegio elettorale di Kanniyakumari nelle elezioni generali indiane del 2019.
L'11 agosto 2020 gli venne diagnosticato il COVID-19, così come alla moglie. Vasanthakumar morì il 28 dello stesso mese, per le complicazioni della malattia. La coppia aveva tre figli: due maschi e una femmina. 